# Jumadurdy Garaýew
Jumadurdy Garaýew (russisch Джума Дурды Караев Dschuma Durdy Karajew; * 28. Dezember 1909jul. / 10. Januar 1910greg. in Bairam-Ali, Russisches Kaiserreich; † 4. Mai 1960 in Aschchabad, Turkmenische Sozialistische Sowjetrepublik) war ein sowjetisch-turkmenischer Politiker der Kommunistischen Partei der Sowjetunion (KPdSU), der von 1958 bis 1960 Erster Sekretär der Kommunistischen Partei der Turkmenischen SSR war.

## Leben
Jumadurdy Garaýew absolvierte zwischen 1926 und 1933 ein Studium an der Landwirtschaftsschule Bajram-Ali und war danach von 1933 bis 1935 Leiter des Internats von Bajram-Ali sowie anschließend zwischen 1935 und 1937 Lehrer und stellvertretender Direktor des dortigen Ausbildungszentrums. Nach einer darauf folgenden Tätigkeit als Agronom in einem Kolchos, war er zwischen 1938 und 1941 Direktor einer Maschinen-Traktoren-Station (MTS). Während dieser Zeit wurde er 1939 Mitglied der Kommunistischen Partei der Sowjetunion (KPdSU) und fungierte zwischen 1941 und 1942 als Erster Sekretär der KP im Bezirk Bajram-Ali. Danach war er von 1942 bis Dezember 1943 Stellvertretender Volkskommissar für staatliche Kontrolle der Turkmenischen Sozialistischen Sowjetrepublik und war danach seit Dezember 1943 zunächst Sekretär sowie im Anschluss bis Januar 1943 Erster Sekretär des Parteikomitees der Oblast Kerki. Anschließend bekleidete er von 1947 bis 1950 den Posten als Minister für Landwirtschaft der Turkmenischen SSR. Für seine Verdienste um die Entwicklung der Landwirtschaft im Jahr 1946 und Umsetzung des Staatliche Plans für landwirtschaftliche Erzeugnisse wurde er am 11. April 1947 mit dem Orden des Roten Banners der Arbeit ausgezeichnet. Darüber hinaus war er zwischen 1950 und 1960 Deputierter des Obersten Sowjet der UdSSR. 
Nachdem Garaýew zwischen 1950 und 1952 ein Studium an der Parteihochschule der KPdSU absolviert hatte, war er nach seiner Rückkehr von 1952 bis Januar 1958 Erster Sekretär des Parteikomitees der Oblast Taschaus. Am 14. Januar 1958 löste er Balyş Öwezow als Vorsitzender des Ministerrates der Turkmenischen SSR ab und bekleidete diesen Posten bis zum 18. Juni 1959, woraufhin Balyş Öwezow seine Nachfolge antrat. In diesem Amt bekleidete er zugleich als Nachfolger von Balyş Öwezow den Posten des Außenministers der Turkmenischen SSR und wurde auch hier von Owesow abgelöst. Am 20. Januar 1958 wurde er Mitglied des Präsidiums des Zentralkomitees (ZK) der Kommunistischen Partei der Turkmenischen SSR und gehörte diesem Gremium bis zu seinem Tode am 4. Mai 1960 an.
Zuletzt löste Jumadurdy Garaýew auf Beschluss des VI. Plenums des ZK am 14. Dezember 1958 Suhan Babaýew als Erster Sekretär des ZK der KP der Turkmenischen SSR ab. Er bekleidete diese Funktion bis zu seinem Tode am 4. Mai 1960, woraufhin auch dieses Mal Balyş Öwezow seine Nachfolge antrat. Ihm wurde ferner zwei Mal der Leninorden sowie das Ehrenzeichen der Sowjetunion verliehen.